# Deltochilum loperae
Deltochilum loperae là một loài bọ cánh cứng trong họ Bọ hung (Scarabaeidae).